# Sasso de Anagni
Sasso Conti de Anagni (zm. ok. 1131/33) – włoski kardynał.

## Życiorys
Pochodził z Anagni i był kapelanem lub skryptorem papieża Paschalisa II, który około 1116 mianował go kardynałem prezbiterem Santo Stefano in Monte Celio. Uczestniczył w papieskiej elekcji 1118, w wynik której papieżem został Gelazjusz II. Występuje jako świadek na bullach Kaliksta II z 17 kwietnia 1121 i 16 maja 1122. W 1122–23 razem z kardynałami Lambertem z Ostii i Gregorio Papareschi był legatem papieskim w Niemczech, gdzie uczestniczył w negocjacjach, które doprowadziły do zawarcia konkordatu wormackiego. W czasie papieskiej elekcji 1124 był jednym z kandydatów do tiary, jednak papieżem został wówczas Lambert z Ostii (jako Honoriusz II). Podpisywał bulle Honoriusza II między 5 maja 1125 a 10 kwietnia 1129. W czasie podwójnej elekcji 14 lutego 1130 stanął po stronie antypapieża Anakleta II, który mianował go swoim kanclerzem. Na tym urzędzie jest poświadczony między 27 marca 1130 a 14 września 1131. Zmarł przed 11 października 1133.